# Céfuroxime
La céfuroxime est un antibiotique de la seconde génération des céphalosporines, très utilisée sous le nom de Ceftin aux États-Unis depuis 1977. GlaxoSmithKline vend cet antibiotique au Royaume-Uni, en Australie, en Turquie, en Israël, au Bangladesh, en Thaïlande et en Pologne sous le nom de Zinnat.

## Mode d'action
La céfuroxime inhibe la protéine de liaison aux pénicillines (en) (PLP), enzyme permettant la synthèse du peptidoglycane bactérien.

## Spécialité contenant de la céfuroxime
- APROKAM
- U-CEF
- ZINNAT